# Bartoli-Indol-Synthese
Die Bartoli-Indol-Synthese (auch Bartoli-Reaktion) ist eine Namensreaktion aus dem Bereich der organischen Chemie.
Durch Bartoli-Indol-Synthese lassen sich aus ortho-substituierten Nitrobenzolen 7-substituierte Indole darstellen. Für die Reaktion werden drei Äquivalente einer vinylischen Grignard-Verbindung benötigt.

## Reaktionsmechanismus
Bartoli stellte anhand experimenteller Daten Überlegungen zum Mechanismus auf. Der Mechanismus wird hier durch die Reaktion von 2-Nitrotoluol und Vinylmagnesiumbromid dargestellt:
Im ersten Reaktionsschritt greift die Grignard-Verbindung am Sauerstoff des o-Nitrotoluols 1 an. Das so entstandene Zwischenprodukt 2 wird nun zum Nitrosotoluol 3 eliminiert, wobei das Enolat abgeht. Das zweite Äquivalent der Grignard-Verbindung greift nun wieder am Sauerstoff an. Die so erhaltene Verbindung 4 lagert sich zunächst zu 5 um und cyclisiert dann zum Zwischenprodukt 6. Das letzte Äquivalent der Grignard-Verbindung fungiert als Base und deprotoniert 6, wodurch unter Rearomatisierung 7 entsteht. Durch saure Aufarbeitung entsteht letztlich das Produkt 7-Methylindol (8).